# Fanfara Kalashnikov
Fanfara Kalashnikov ist eine Brassband aus Berlin. Die Gruppe steht in der Tradition jener Hochgeschwindigkeits-Blaskapellen, die in den Ländern des Balkans auf Hochzeiten und Dorffesten spielen und seit den 90er Jahren zunehmend Eingang in die westliche Popkultur finden.

## Musik
Die Mitglieder von Fanfara Kalashnikov gehören zur jungen Generation dieses Genres. Sie stammen aus Rumänien, der Ukraine, der Slowakei, Griechenland und Deutschland. Hinzu kommen Gastkünstler aus Italien, Kanada, Israel, Bulgarien, Tschechien, Serbien und Lateinamerika. Ihre Musik ist von Jazz, Swing, Rock, Funk und elektronischer Musik beeinflusst und integriert u. a. Elemente von Ska, Flamenco, Raggamuffin und sibirischem Schamanengesang.

## Geschichte
Fanfara Kalashnikov wurde im Jahr 2000 von einer Gruppe junger Musiker in Iași, Rumänien gegründet. Der Bandname ist von Goran Bregovićs gleichnamigem Song aus dem Film "Underground" inspiriert. 2002 nahmen die Musiker für das Label Roton ihr Debütalbum "Fanfara Kalashnikov" auf, 2003 präsentierten sie ihr Programm erstmals auf einem internationalen Festival in Frankreich.
Ende 2006 zogen fünf der Musiker nach Berlin. Im April 2007 trat die Gruppe im Rahmen der Jazz Streetparade Celle zum ersten Mal auf einem Festival in Deutschland auf. Im Sommer 2007 engagierte die rumänischstämmige R’n’B-Sängerin Miss Platnum Fanfara Kalashnikov als Begleitband für ihr Musikvideo Come Marry Me, gemeinsam mit Peter Fox, und ihre Auftritte im Vorprogramm von Seeed in der Wuhlheide.

## Tourneen
Seit Frühjahr 2007 hatte Fanfara Kalashnikov rund 400 Auftritte in neun europäischen Ländern, u. a. auf der Kasseler documenta (2007), den Internationalen Filmfestspielen von Berlin, bei Radio Multikulti, Funkhaus Europa, dem „Theater der Welt“-Festival in Halle (2008), dem Jazzfest Gronau, Dranouter Folk Festival, Przystanek Woodstock, in der Late Night Show „Inas Nacht“, auf der Cité Rêvée (2009), dem Wacken Open Air, Fusion Festival (2010), in der Essener Philharmonie (2011), auf dem Melt! Festival (2011, 2012), dem Bürgerfest des Bundespräsidenten, im Rahmen der Festspiele Mecklenburg-Vorpommern (2013), auf dem Weinfest Radebeul (2010–14), dem Bürgerfest Regensburg (2011, 2013, 2015), dem Bauhaus Dessau (2015), den Köthener Bachfesttagen (2016) oder dem Jazzfest Ahrenshoop (2017). 2014–17 trat die Band mit der Frontsängerin Cristina Gypsyliana auf und seit 2018 mit Victoria Priester. Anlässlich der Premiere von "Roma Armee" unter der Regie von Yael Ronen im Maxim-Gorki-Theater präsentierte Fanfara Kalashnikov 2017 ein Programm mit der Sängerin Matilda Leko und einer Besetzung, die ausschließlich aus Sinti- und Roma-Künstlern bestand. 2018–19 war die Bläsersektion der Band unter dem Namen Fanfara Moldova Teil eines 30-köpfigen Orchesters mit Künstlern aus Polen, Israel, der Ukraine, Syrien und Armenien, das auf einer Tournee mit 13 Konzerten in Polen ("Betlejem w Polsce") internationale Weihnachtslieder darbot.

## Projekte und Veröffentlichungen
Der Bekanntheitsgrad von Fanfara Kalashnikov beruht, neben Live-Auftritten, darunter gemeinsamen mit der Sängerin Pat Appleton, Rupa & the April Fishes und dem Dancehall-Duo Mono & Nikitaman, auf ihrer Zusammenarbeit mit Gruppen wie Panda (Single und Video "Frauen und Männer", 2007), 2raumwohnung (Single "Wir werden sehen", 2009) und Beats Antique (Album "Contraption", 2009) und Künstlern wie Vic Ruggiero (Album "Something In My Blindspot", 2008) oder Dota ("Im Glashaus", auf Berlin Global 2010/11). 2018 erschien das Album "Jak W Betlejem" mit Weihnachtsliedern aus aller Welt, an dem die Bläsersektion der Band unter dem Namen Fanfara Moldova beteiligt war.
2009 war Fanfara Kalashnikov Teil von Arto Lindsays "Penny Parade" anlässlich des 20-jährigen Bestehens des Hauses der Kulturen der Welt. 2010 entwickelte die Gruppe für das Wacken Open Air ein Programm mit Klassikern der Rockgeschichte. 2011 und 2012 spielte sie auf einem Party-Truck, begleitet von Samba-Trommlern, jeweils das Abschlusskonzert des Melt! Festivals. 2012 wurde ihr Werdegang im Rahmen der Ausstellung "Stadt der Vielfalt" anlässlich des 775-jährigen Stadtjubiläums auf dem Berliner Schloßplatz dokumentiert. 2014 trat die Band in dem von der Firma HEINEKEN produzierten Musikvideo "Around the World in the Key of G" auf und im Rahmen des ARTE-Specials von "Durch die Nacht mit..." zum 25. Jahrestag des Mauerfalls gemeinsam mit dem britischen Autor Ken Follett und dem ehemaligen ungarischen Ministerpräsidenten Miklós Németh. 2017 hatte die Band einen Auftritt in Adolfo Kolmerers Action-Komödie "Schneeflöckchen".